# الشعلة الزرقاء
الشعلة الزرقاء (باليابانية: アオイホノオ) مانغا يابانية من تأليف ورسم كازوهيكو شيماموتو. وتدور حول قصة خيالية لطالب في جامعة أوساكا للفنون، وزملائه هيدياكي أنو، هيروكي ياماغا، تاكامي اكيرا. واقتبست المانغا إلى مسلسل دراما يابانية عرض في عام 2014.

## الممثلون
- توشيو اوكادا بدور أوسامو تيزوكا.

## روابط خارجية
- الشعلة الزرقاء على موقع ANN manga (الإنجليزية)